# Малотокмачанська сільська територіальна громада
Малотокмачанська сільська громада — територіальна громада в Україні, в Пологівському районі Запорізької області. Адміністративний центр — село Мала Токмачка.
Площа громади — 172,00 км², населення — 3091 мешканець (2020).
Утворена 19 серпня 2016 року шляхом об'єднання Білогір'ївської та Малотокмачанської сільських рад Оріхівського району.

## Населені пункти
До складу громади належать чотири села: Білогір'я, Лугівське, Мала Токмачка та Новопокровка.